# Thunderbolt (foguete)

Impressão artística do foguete Thunderbolt sendo transportado por uma aeronave.

O Thunderbolt, inicialmente conhecido como Pegasus-2, foi um projeto de foguete proposto pela Stratolaunch Systems, um consórcio constituído pela Scaled Composites e Orbital para construir um sistema de foguete lançado a partir do ar para fornecer acesso orbital para cargas médias ao espaço com maior segurança, custo-benefício e flexibilidade.

## Fim do projeto
Em maio de 2015, a Stratolaunch anunciou que o foguete Thundebolt não é economicamente viável e que eles estão indo para avaliar mais de 70 outras variantes de veículos de lançamento.